# 2022년 장애인 아시안 게임
2022년 장애인 아시안 게임은 2023년 10월 22일부터 10월 28일까지 중국 항저우에서 열린 장애인 아시안 게임으로 이 대회는 원래 2022년 10월 9일부터 10월 15일까지 열릴 예정이었으나, 2022년 5월 17일에 중국에서 일어난 코로나19 범유행의 여파로 인하여 2022년 아시안 게임과 마찬가지로 1년 연기되었다. 그러나 대회의 공식 명칭은 바뀌지 않고 "2022년 장애인 아시안 게임"을 그대로 사용했다.

## 참가국
개최국인 중화인민공화국 이외에는 아직 참가국이 확정되지 않았다.
- 중화인민공화국 (개최국)
- 일본

## 방송
- 대한민국 - KBS 1TV, KBS 2TV, KBS NEWS D, MBC TV, MBC 뉴스 NOW, SBS TV, SBS 모바일 24
- 중국 - CCTV
- 일본 - NHK, JNN, TBS

## 같이 보기
- 2022년 아시안 게임